# ファリド・モンドラゴン
ファリド・カミロ・モンドラゴン・アリ（Faryd Camilo Mondragón Alí, 1971年6月21日 - ）は、コロンビア・サンティアゴ・デ・カリ出身の元同国代表サッカー選手。現役時代のポジションはゴールキーパー。レバノン人を祖先にもつ両親の下で生まれた。

## クラブ経歴
コロンビアのデポルティーボ・カリ レアル・カルタヘナ、インデペンディエンテ・サンタフェ、パラグアイのセロ・ポルテーニョ、アルゼンチンのAAアルヘンティノス・ジュニアーズ、CAインデペンディエンテ、スペインのレアル・サラゴサ、フランスのFCメスと様々なトップリーグのクラブに所属した。

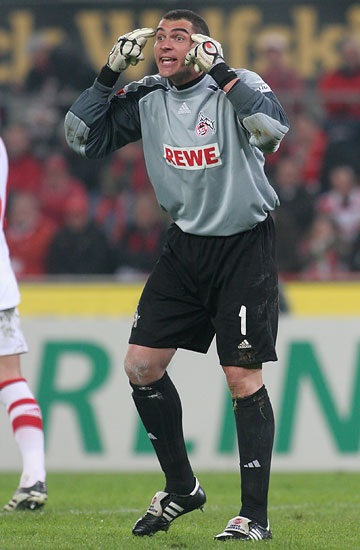
第27節ライバルのボルシアMG戦でのモンドラゴン

1990年に地元のデポルティーボ・カリでデビューし、国内の複数クラブを経てパラグアイのセロ・ポルテーニョに加入。1993年にアルゼンチンのトップリーグに属するAAアルヘンティノス・ジュニアーズと契約したことで、モンドラゴンのキャリアは飛躍の機会を得ることとなった。ここでスタメンの座を掴み、翌年にCAインデペンディエンテ移籍すると1995年から4シーズンの間で正GKを務めた。
その後、スペインのレアル・サラゴサに移籍するも13試合の出場に留まり、インディペンデンテに復帰。2000-01シーズン、2度目の欧州挑戦となったFCメスで安定したプレーを見せ残留に貢献していたものの、ギリシャの偽造パスポートを所持したとして罰金と2年間のフランス入国禁止の有罪判決を受けた。問題の1つとなっていたEU国外枠の上限には達しておらず、2月6日の聴聞会での"パスポートは代理人が用意した", "自分は詐欺の被害者"との発言を受け、ナショナルフットボールリーグ（LNF=現LFP）司法委員会からの制裁はなかったが、パリ裁判所の命令は覆ることはなくフランスを去ることを余儀なくされた。
2001-02シーズンはレンタルでガラタサライSKに在籍し、クラウディオ・タファレルの後釜としてリーグ優勝に貢献。シーズン終了後にモンドラゴン自身とチームは4年契約を結んだものの、昨シーズンにチームを指揮したミルチェア・ルチェスク監督の要望でベシクタシュJKが獲得に乗り出し、保有権を持つメス側とクラブ間合意している事態が発生。最終的にベシクタシュは撤退し、代わりにモンドラゴンと同世代のオスカル・コルドバを獲得した。その後は、2007年までの間を不動の守護神として過ごし、幾度ものセーブでチームを救い、2005-06シーズンにリーグ優勝を果たした。また、UEFAチャンピオンズリーグで2度週間最優秀選手に輝いた。
2007年5月にクリストフ・ダウム監督率いる1.FCケルンへ移籍。プレシーズンで守護神ステファン・ヴェッセルスとのスタメン争いに勝ち背番号1を獲得したことで、ヴェッセルスはシーズン開幕前にイングランドのエヴァートンFCへ移籍していった。ヴェッセルス退団後は常に正GKとしてプレーしていたものの、2010-11シーズンに代表に関してズヴォニミル・ソルド監督と確執が生まれたことで、クロアチア人若手GKミロ・ヴァルヴォディッチに取って代わられベンチを温める日々が続いた。

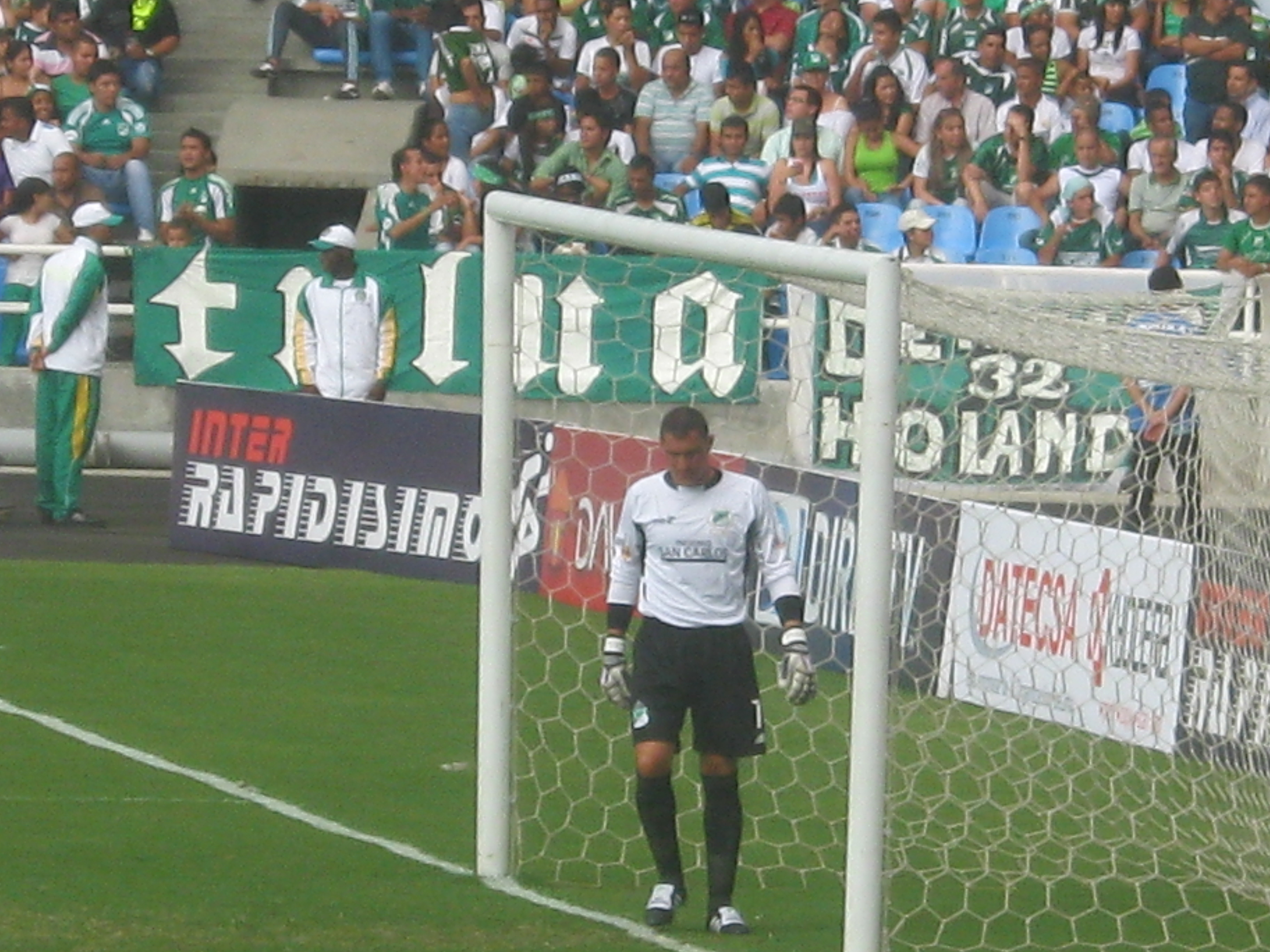
2度目のデポルティーボ・カリでのモンドラゴン

MLSでのプレー願望から、2010年12月31日をもってケルンとの契約は解消。2011年1月からに在籍したフィラデルフィア・ユニオンでは、若いチームの中でリーダーシップを発揮。その年のMLSオールスターゲームに出場し、メジャーリーグサッカー最優秀GK賞は惜しくも逃したが、ケーシー・ケラーに次ぐ2位に選ばれるなど成功した。
2012年1月30日、デビューした古巣でキャリアの最後を迎えるため、デポルティーボ・カリと1年契約を結んだ。
2014年7月5日、現役引退を表明した。
2016年1月、自身のInstagramにて「私の人生を評価できるのは私だけであり、自己弁護の余地なく他者により判断されることに疲れた」と投稿した後、多量の抗うつ薬を服用し、自殺を図った事がコロンビアメディアで報じられた。1月12日に入院し、その後は良好な状態にあるとの事。

## 代表経歴
1993年にコロンビア代表デビューし、バルセロナオリンピックと1994 FIFAワールドカップのメンバーだった。1998 FIFAワールドカップではグループリーグ敗退までの全3試合に出場し、最終戦となったイングランド戦では2度得点を許したものの、幾度ものセーブでそれ以上の失点を防いだ。
2013年、41歳の年齢ながらも代表招集され、2014年の2014 サッカーワールドカップブラジル大会の登録メンバーにも名を連ねており、グループリーグ対日本戦で途中出場し、ロジェ・ミラが持っていた最年長出場記録（42歳1か月8日）を塗り替えた（43歳3日）が、4年後にこの記録はエジプトの45歳のGKエサム・エル＝ハダリによってさらに塗り替えられた。

## 代表歴

### 出場大会
- コロンビア代表
  - 1994 FIFAワールドカップ
  - 1998 FIFAワールドカップ
  - 2014 FIFAワールドカップ

### 試合数
- 国際Aマッチ 51試合 0得点（1993年-2014年）[18]

| コロンビア代表 | 国際Aマッチ | 国際Aマッチ |
| 年             | 出場        | 得点        |
| -------------- | ----------- | ----------- |
| 1993           | 2           | 0           |
| 1994           | 0           | 0           |
| 1995           | 2           | 0           |
| 1996           | 9           | 0           |
| 1997           | 8           | 0           |
| 1998           | 5           | 0           |
| 1999           | 0           | 0           |
| 2000           | 0           | 0           |
| 2001           | 3           | 0           |
| 2002           | 0           | 0           |
| 2003           | 7           | 0           |
| 2004           | 0           | 0           |
| 2005           | 8           | 0           |
| 2006           | 0           | 0           |
| 2007           | 0           | 0           |
| 2008           | 0           | 0           |
| 2009           | 0           | 0           |
| 2010           | 1           | 0           |
| 2011           | 0           | 0           |
| 2012           | 1           | 0           |
| 2013           | 2           | 0           |
| 2014           | 3           | 0           |
| 通算           | 51          | 0           |

## タイトル
CAインデペンディエンテ
- レコパ・スダメリカーナ : 1995
- スーペルコパ・スダメリカーナ : 1995

ガラタサライSK
- スュペル・リグ : 2001-02, 2005-06
- テュルキエ・クパス : 2004-05